# Acalypha pilosa
Acalypha pilosa é uma espécie de flor do gênero Acalypha, pertencente à família Euphorbiaceae.